# Maaya Ono
Maaya Ono (小野 麻亜矢 Ono Maaya?,  Tokio, Japón, 26 de enero de 1983) es una ex-actriz y instructora de yoga japonesa. Su hermano menor, Kento, también es actor. El 22 de noviembre de 2015, Ono anunció en su blog que había contraído matrimonio con el también actor Juri Aikawa. El 31 de diciembre de 2017, la pareja anunció su divorcio.
El 31 de enero de 2017, Ono anunció su retiro de la industria del entretenimiento en su blog. Actualmente trabaja como instructora de yoga.

## Filmografía

### Televisión
- Psychometrer Eiji (Nippon TV, 1997)
- Hotel Prison (TV Asahi, 1999)
- Ikebukuro West Gate Park (TBS, 2000)
- Ēsu o Nerae! (TV Asahi, 2004)
- Koinu no warutsu (Nippon TV, 2004)
- Aatantei Jimusho (TV Asahi, 2004)
- Haruka Seventeen (TV Asahi, 2005)
- Shinigami no Ballad (TV Tokyo, 2007)
- Glass no Kiba (CBC, 2007)
- Shigeshōshi (TV Tokyo, 2007)
- Dageki Tenshi Ruri (TV Asahi, 2008)
- Last Mail (BS Asahi, 2008)
- Doyo Wide Gekijo (TV Asahi, 2010)
- Tumbling (TBS, 2010)
- Bara-iro no seisen (TV Asahi, 2010)
- Ōsama no ie (BS Asahi, 2011)
- Gyakuten hōdō no onna (TV Asahi, 2012)
- Irodorihimura (TBS, 2012)
- Getsuyō gōruden: Kateikyōshi ga hodoku! 〜Satsujin hōteishiki no suiri doriru〜 (TBS, 2013)
- Getsuyō gōruden: Asami mitsuhiko shirīzu 33 shinkirō (TBS, 2013)
- Getsuyō gōruden: Tonari no onna (TBS, 2014)
- Getsuyō gōruden: Shugoshin bodīgādo Shindō Teru 3 (TBS, 2014)
- Suiyō misuterī 9 (TV Tokyo, 2014)
- Suiyō misuterī 9: Nokoribi (TV Tokyo, 2014)
- Black Lizard (KTV, 2015)
- Keiji fūfu (TBS, 2017)[4]

### Películas
- Tobu wa tengoku, mo guru ga jigoku (1999)
- Metres (1999)
- Kamen Gakuen (2000)
- Tokyo Marie Gold (2001)
- BOM! (2001)
- Tamagawa shōjo sensō (2002)

### Teatro
- Harukanaru Toki no Naka de (2009)
- Miracle Train: Ōedo sen e Yōkoso (2010) como Oroku
- Harukanaru Toki no Naka de 2 (2011)
- Harukanaru Toki no Naka de 2 (2012)
- Natsu no bakkyarō!! (2012)
- Kyō Kara Maō!: Maō Tanjō-hen (2013) como Cecilie von Spitzweg